# Mojs I
Mojs (I), anche riportato nelle fonti come Moys o Majos (... – dopo il 1233), fu un nobile ungherese che agì in veste di palatino tra il 1228 e il 1231, durante il regno di Andrea II.

## Biografia
Il padre e le origini familiari di Mojs restano sconosciute. Egli possedeva delle proprietà terriere principalmente nei comitati di Somogy e di Tolna, oltre a tenute lungo il fiume Drava. Ebbe un fratello, Nicola, che ricoprì la carica di ispán del comitato di Vas sia nel 1208 che nel 1213, e comparve anche nei diplomi come «Nicola di Dáró», motivo per cui si deve ipotizzare che fu un progenitore della nobile famiglia dei Dárói. Mojs I sposò Venys dei Monoszló, una figlia di Macario II. La coppia ebbe tre figli: Alessandro, portaspada nel 1233; Mojs II, che aveva ricoperto diverse importanti dignità sin dal 1250 e una figlia dal nome ignoto, la quale sposò Nana Bár-Kalán, il figlio di Posa Bár-Kalán. Per mezzo di Alessandro, Mojs I divenne un progenitore delle famiglie Gereci e Hábi.
Mojs fu menzionato per la prima volta da fonti contemporanee, quando servì come ispán del comitato di Vas nel 1209, presumibilmente sostituendo il fratello in quella posizione. Partecipò alla quinta crociata sotto il comando di Andrea II tra il 1217 e il 1218. Mojs apparteneva alla cerchia di aristocratici legata al duca Béla, a lungo oppostosi alle «inutili e superflue concessioni perpetue» di suo padre. Pertanto, in quanto membro dell'opposizione interna, Mojs non ricoprì alcuna dignità reale per i successivi due decenni dopo il 1209. Nel 1228, il duca Béla, che acquisì importanza grazie al crescente sostegno di svariati signori, fu in grado di mettere in ombra il più fedele confidente di re Andrea Dionigi, figlio di Ampud, che perse la sua influenza e fu sostituito da Mojs come palatino. Oltre a tale incarico, esercitò pure la sua autorità nel comitato di Bihar tra il 1229 e il 1231. Poiché nessuno dei documenti da lui conservato è sopravvissuto, non si ha notizia di attività da Mojs compiute mentre ricopriva la carica. Intorno al maggio 1231, Dionigi riacquistò la fiducia del re e fu nominato nuovamente palatino, succedendo a Mojs, che, secondo una carta dalla dubbia autenticità, ricopriva ancora la carica nel 1232.
Era presente tra il seguito del re che si recò nelle foreste di Bereg il 20 agosto 1233, dove Andrea II eseguì un giuramento ai sensi del quale avrebbe estromesso ebrei e musulmani (Böszörmény) per amministrare le entrate reali e avrebbe pagato 10 000 marchi come risarcimento per le entrate della Chiesa usurpate. Un falso diploma rilasciato nell'ottobre del 1244 suggerisce che Mojs servì come giudice reale in quell'anno. È presumibile che Mojs morì prima del 1235, quando il suo sostenitore Béla IV salì al trono ungherese.